# 大野原島
34°02′53″N 139°23′02″E / 34.04806°N 139.38389°E

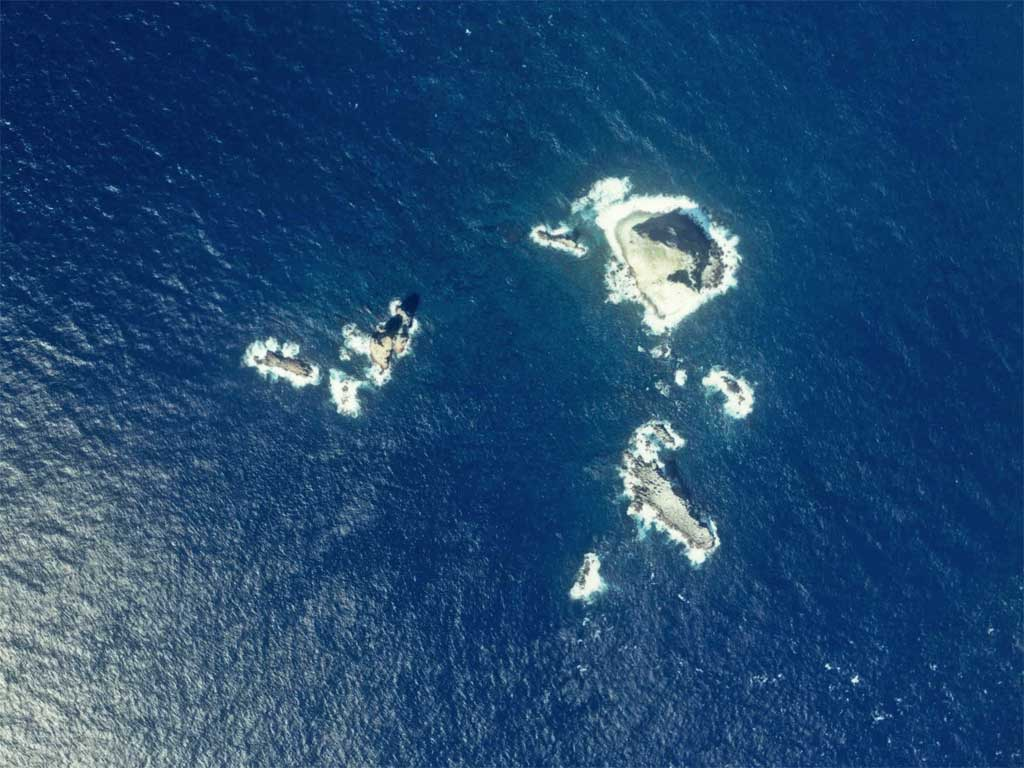
大野原島

大野原島是位於日本三宅島西面的火山無人島。該島位於海平面以上的面積约为0.2平方公里。
朝鲜战争期间，美国空军的飞机将大野原岛作为轟炸訓練基地，這一舉動危及島嶼周邊的稀有海鸟冠海雀。在杰克·莫耶给当时的美国总统哈里·S·杜鲁门的助手写了一封信后，美國方面決定停止轟炸。

## 外部連結
- 维基共享资源上的相關多媒體資源：大野原島